# Monestrol
Monestrol (em occitano:  Monestròl) é uma comuna francesa na região administrativa da Occitânia, no departamento do Alto Garona. Estende-se por uma área de 5.23 km², com 56 habitantes, segundo o censo de 2018, com uma densidade de 11 hab/km².